# ジョゼフ・デュシェーヌ

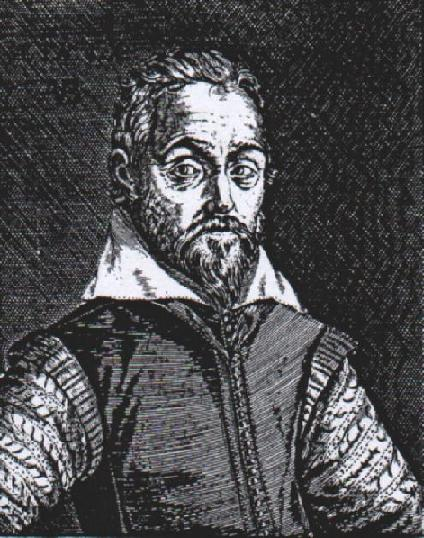
ジョゼフ・デュシェーヌ

ジョゼフ・デュシェーヌ（Joseph Duchesne または、Joseph Chesne 、ラテン語名、Josephus Quercetanus、1544年頃 - 1609年）はフランスの医師、著述家である。パラケルスス主義者（医化学派）である。パラケルスス主義の思想を擁護した、主著『ヘルメス主義医学の真実のために』（1604年）は後世に大きな影響を与えた。

## 略歴
アルマニャックの医師の息子として生まれた。モンペリエ大学で学び1573年に卒業した。ギヨーム・ビュデの孫で裕福な Erbin Anne Tyreと結婚した。リヨンでアンジュー公フランソワの主治医となるが、プロテスタントへの迫害を逃れるために、1580年にリヨンを離れ、カルヴァン派の拠点のカッセルへ移り、後にスイスのジュネーブに移った。ジュネーブで1584年に市民権を得て、1587年に市の評議員に選ばれた。ナントの勅令(1598年)の後、パリに戻り、国王アンリ4世の医師と選ばれた。またスイスの外交団としても働いた。1603年頃にはパリ大学の医師たちとパラケルスス主義者のテオドール・ド・マイエルヌとともに批難されることになった。『ヘルメス主義医学の真実のために』("Ad veritatem hermeticae medicinae ex Hippocratis veterumque decretis ac therapeusi")はパラケルスス主義を擁護するために発表された。
1604年にヘッセン＝カッセル方伯モーリッツに招かれ、カッセンで化学実験を披露した。

## 著作
- Sclopetarius 1576 (behandelt Schusswunden), Digitalisat (Ausgabe von 1600)
- Iosephi Quercetani medici Opera medic, 1596, Digitalisat
- De priscorum philosophorum verae medicinae materia, 1603, Digitalisat
- Ad veritatem hermeticae medicinae ex Hippocratis veterumque decretis ac therapeusi, 1604, Digitalisat
- Pharmacopoea dogmaticorum restituta pretiosus selectisque Hermeticorum floribus abunde illustrate, Leipzig 1607, Digitalisat
- Le Ricchezze della riformata Farmacopea del Giuseppe Quercetano. Nouamente di Favella Latina traportata in Italiana da Giacomo Ferrari, Venedig: Guerigli, 1619. Digitalisat
- Pharmacopeia restituta,  Strassburg : Zetzner, 1625.
- Diaeteticon polyhistoricum, 1607, Deutsche Version von Johann Adolph Ringelstein
- Quercetanus redivivus, hoc est, ars medica dogmatico-hermetica Vol.1-3 , Frankfurt, Beyer 1648, Deutsche Übersetzung